# Sebastian-Münster-Gymnasium
Das Sebastian-Münster Gymnasium (Abkürzung SMG) ist ein mathematisch-naturwissenschaftliches Gymnasium in der Innenstadt von Ingelheim am Rhein in Rheinland-Pfalz.
Schwerpunkte des SMG sind der mathematisch-naturwissenschaftliche und der bilinguale Bereich. Seit Frühjahr 2020 ist das SMG „Pilotschule des Landkreises für offenes Lernen in erweiterten Lernräumen“.
Im Schuljahr 2020/2021 besuchen exakt 1700 Schüler das Sebastian-Münster-Gymnasium (1230 Schüler in der Sekundarstufe I und 470 Schüler in der Sekundarstufe II). Damit ist das SMG das größte Gymnasium in Rheinland-Pfalz (Stand 09/2020).

## Geschichte
1890 wurde die Schule als Höhere Bürgerschule Ober-Ingelheim gegründet. 1951 erfolgte die Umbenennung in den heutigen Namen nach dem in Nieder-Ingelheim geborenen Sebastian Münster.
Am 24. Oktober 2008 wurde die in 9 Monaten erbaute Mensa eröffnet. Sie kostete insgesamt drei Millionen Euro. Die Schule ist seit dem Schuljahr 2008/09 für Fünft- und Sechstklässler wahlweise als Ganztagsschule zu nutzen.
Im Laufe der Zeit hat diese Schule mit zahlreichen Mannschaften in unterschiedlichen Sportarten am Wettkampf „Jugend trainiert für Olympia“ teilgenommen; sie beteiligt sich auch an Mathematik-Wettbewerben und anderen Meisterschaften.

## Bekannte Schüler
- Albrecht von Lucke (* 1967), deutscher Publizist[5]
- Klaus Knopper (* 1968), Entwickler der Linux-Distribution Knoppix und von LINBO
- Lisa Hattemer (* 1992), deutsche Kunstradsportlerin[6]
- Thore Perske (* 1999), deutscher Schachspieler